# Кобін Василь Васильович
Васи́ль Васи́льович Ко́бін (нар. 24 травня 1985, с. Страбичово, Закарпатська область) — український футболіст, захисник та півзахисник. Нині — футбольний тренер. Грав за «Карпати», «Шахтар», «Минай», був гравцем збірної України (11 матчів). Після закінчення кар'єри тренував ФК «Минай».

## Клубна кар'єра

### Початок кар'єри
Батько майбутнього футболіста теж свого часу грав у футбол — у першості області. У 8-річному віці Василь Кобін пішов до ДЮСШ міста Мукачеве. Вихованець Мукачівської ДЮСШ. Перший тренер — Імре Лендєл.

### «Закарпаття»
У 15-річному віці перейшов до «Закарпаття-2» (Ужгород), яке виступало у другій лізі. У 2002 році потрапив до головної команди «Закарпаття». Грав у складі клубу у першій та вищій лігах.

### «Карпати»
Улітку 2006 року, після вильоту «Закарпаття» з вищої ліги, перейшов до львівських «Карпат». У «Карпатах» зазвичай грав у середині поля, але після приходу Олега Кононова став правим крайнім захисником. Отримав «Зірку Карпат» — приз найкращому футболістові клубу — 2008 року. У сезоні 2008/09 був капітаном львівських «Карпат».

### «Шахтар»
У червні 2009 року перейшов до донецького «Шахтаря». «Гірники» отримали 50 % економічних і всі трансферні права на футболіста[недоступне посилання — історія]. Брав участь у Суперкубку УЄФА у матчі проти «Барселони».
Влітку 2014 року перейшов на правах оренди в харківський «Металіст». Орендна угода розрахована на 1 рік. Там він запам'ятався неймовірним голом-бісіклетою у ворота «Легії». 2015 року перейшов на правах оренди у солігорський «Шахтар». За нього він зіграв 11 матчів.
1 червня 2017 року вийшов термін дії контракту футболіста із «Шахтарем». Оскільки нову угоду сторони не уклали, гравець покинув команду.

### «Верес» і «Тобол»
У 2017 році виступав за рівненський «Верес».
У 2018 році зіграв 8 матчів за казахстанський «Тобол».

### «Минай»
14 серпня 2018 року офіційно став гравцем клубу Другої ліги «Минай». Завершив кар'єру 22 січня 2019 року.

## Тренерська кар'єра
В «Минаї» розпочав тренерську кар'єру 19 червня 2019 року і вивів клуб у Вищу лігу.
Подав у відставку з посади тренера 24 березня 2021 року, проте 15 червня того ж року повернувся до виконання обов'язків головного тренера клубу.
29 вересня 2021 року рішенням ради керівників клубу був звільнений з посади головного тренера «Минаю» після поразки від «Львова» (1:2).
З літа 2022 до 30 травня 2024 року обіймав посаду спортивного директора харківського «Металіста».
З 17 червня 2024 року обіймає посаду головного тренера «Інгульця» з Петрового Кіровоградської області.

## Кар'єра у збірній
Провів одну гру за молодіжну збірну України — 6 вересня 2006 року проти Хорватії (перемога 2:1).
У вересні 2009 року дебютував за збірну України при Олексію Михайличенку у матчі кваліфікації до чемпіонату світу з футболу 2010 проти Андорри (5:0).
Останнім матчем у футболці національної команди для Василя стала товариська гра проти збірної Франції 7 червня 2011 року.

## Особисте життя
Одружений, зі своєю обраницею був знайомий давно — Василь з Вікторією вчилися у школі у паралельних класах. Виховують сина Олега (2007) та доньку Сюзанну (2012).

## Досягнення
- Чемпіон України: 2009-10, 2010-11, 2011-12, 2013-14, 2016-17
- Володар кубка України: 2010–11, 2011–12, 2012–13, 2015-16, 2016-17
- Володар Суперкубка України: 2010, 2012, 2013, 2014, 2015